# Syzygium moorei
Syzygium moorei es una especie de árbol perteneciente a la familia de las mirtáceas. Otros nombres incluyen: coolamon, árbol sandía (watermelon tree), durobby y Robby. También se le llama manzano rosa, pero este nombre se puede referir a muchas especies de Syzygium de Australia.

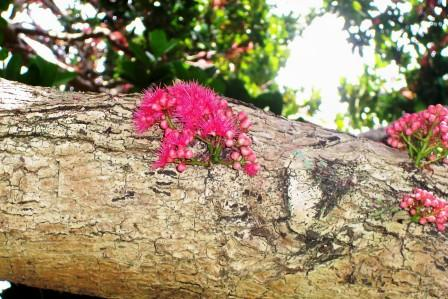
Detalle del árbol caulífloro.

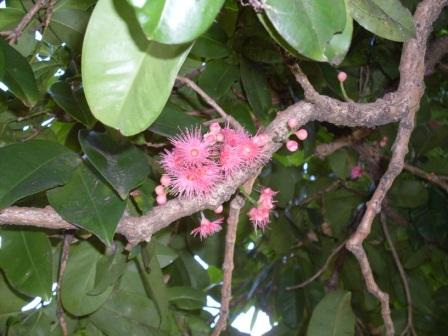
Flores y follaje.

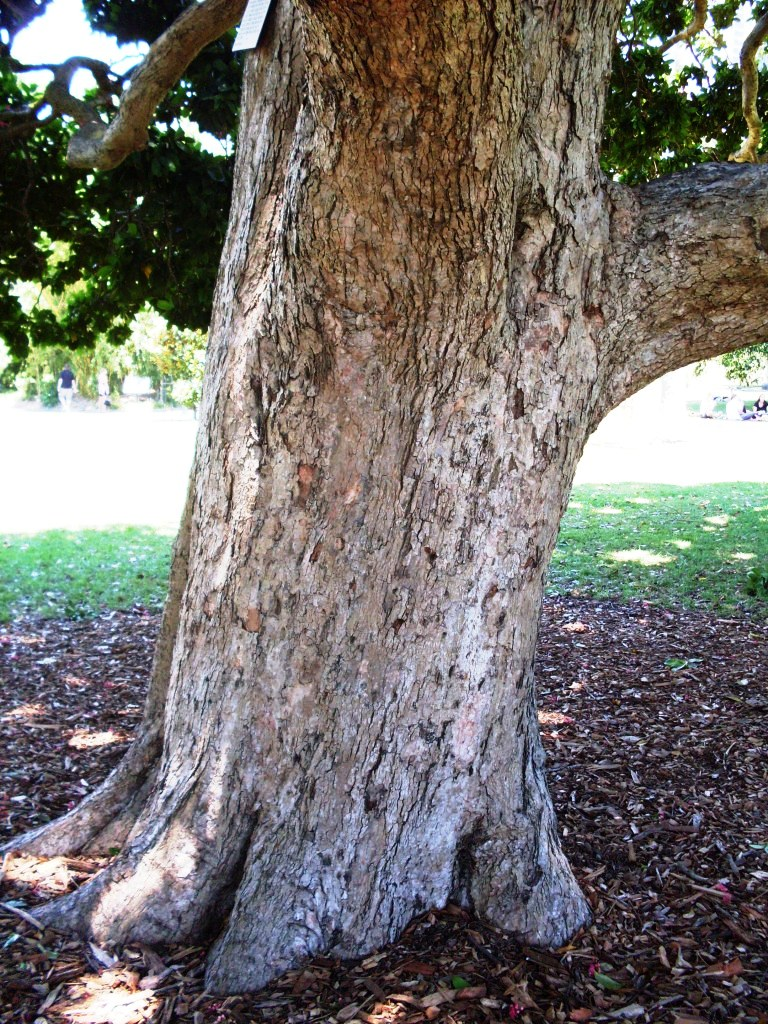
Tronco.

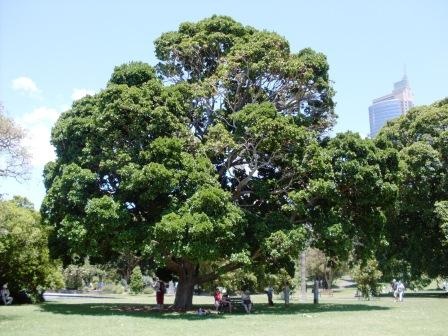
Coolamon, Real Jardín Botánico de Sídney.

## Distribución y hábitat
Es un árbol de la selva subtropical. Crece en suelos volcánicos en el área del Monte Warning en el noreste de Nueva Gales del Sur y el sureste de Queensland, Australia.

## Descripción
El Syzygium moorei puede alcanzar los 40 metros de altura. La corteza es de color gris/gamuza rojizo, no está ensanchado en la base, algunos grandes especímenes, están rebordeados en la base.
Las hojas son inusuales para un mirto de Nueva Gales del Sur, siendo grandes, anchas y pesadas. De 8 a 20 cm de largo, con una corta punta roma en el extremo.

### Flores y fruto
Este árbol es caulífloro; la flor y el fruto se forman en los principales tallos o troncos leñosos, en vez de originarse en el nuevo crecimiento y las yemas. Esta es principalmente una característica tropical, e inusual en los bosques lluviosos tan al sur como en Nueva Gales del Sur.
De noviembre a febrero, flores naranjas se forman en densas panículas en las ramas maduras. La baya es blanca o verde pálido de hasta 6 cm de diámetro, madurando alrededor del tiempo de la Pascua. El fruto no es agradable para comer. La grande semilla germina bien después de muchos meses. La mayoría de los plantones aparecen en noviembre y diciembre.

## Distribución
Unos pocos especímenes pueden aun ser vistos en áreas de tierra de labranza en su antiguo rango cerca de arroyos a baja altitud. Este árbol se encuentra en muchos jardines botánicos de Australia. Las flores rosas y su forma hermosa lo convierten en un árbol popular de parques y jardines. Existe un espécimen magnífico en el Real jardín botánico de Sídney. También se le ve como árbol de calle en Murwillumbah, Brisbane y otras localidades cercanas.

## Taxonomía
Syzygium moorei fue descrita por (F.Muell.) L.A.S.Johnson y publicado en Contributions from the New South Wales National Herbarium 3: 99. 1962.
Etimología
Syzygium: nombre genérico que deriva del griego: syzygos y significa "unido, reunido"
Sinonimia
- Eugenia moorei F.Muell.	[3][4]